# Souessoula parva
Souessoula parva là một loài nhện trong họ Linyphiidae.
Loài này thuộc chi Souessoula. Souessoula parva được Richard C. Banks miêu tả năm 1899.